# Antistalinismo

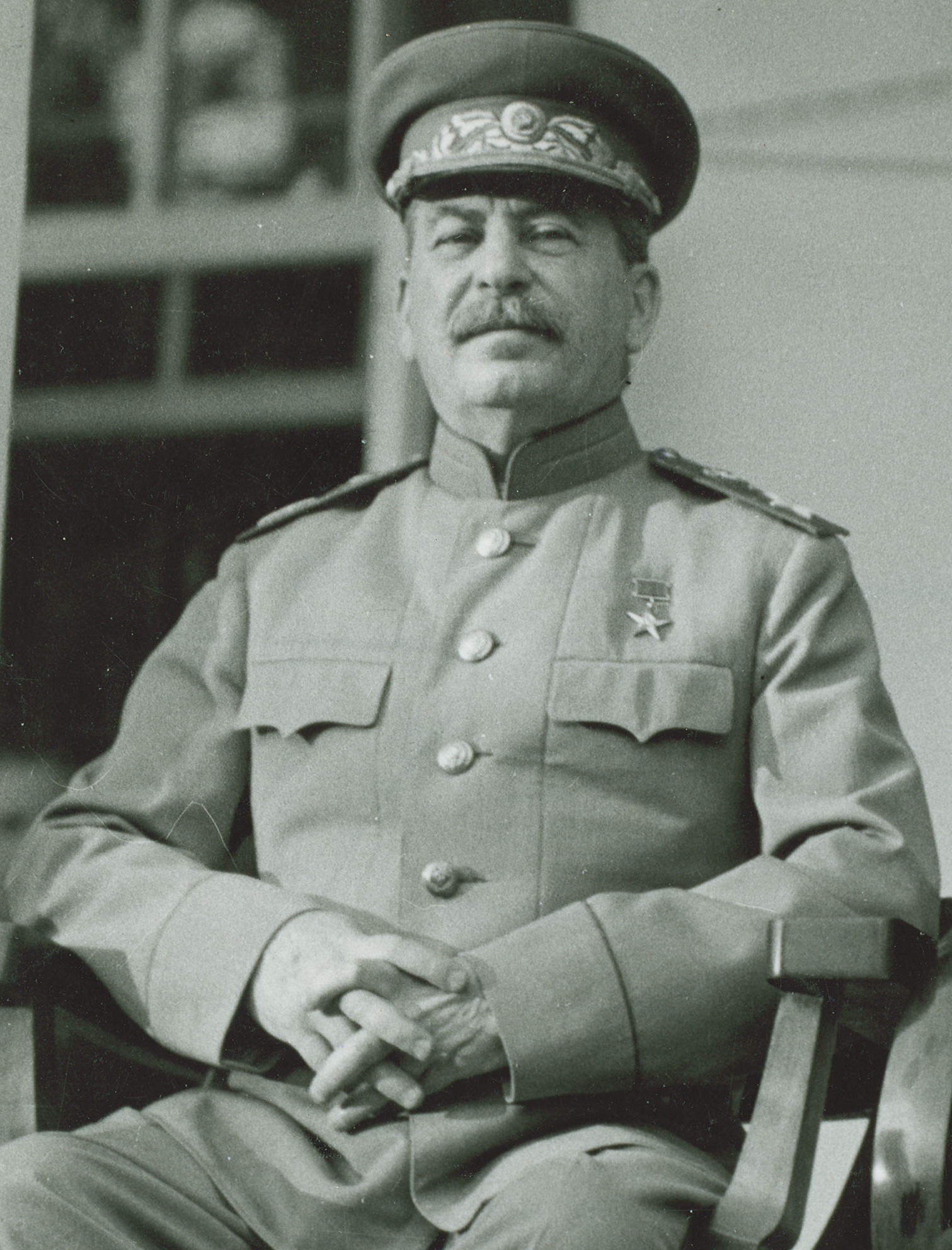
Stalin nel 1943

Con il termine antistalinismo si intende l'insieme di ideologie politiche di sinistra che si oppongono al modello politico dell'ex segretario generale del Partito Comunista dell'Unione Sovietica Iosif Stalin. Negli ultimi anni però il termine ha iniziato a rappresentare un significato più ampio, andando ad opporsi non solo allo Stalinismo puro, bensì anche tutti quelli che sono considerati tipi di totalitarismo e autoritarismo; dall'Unione Sovietica alla Corea del Nord, comprendendo la Cina, la Repubblica Popolare Socialista d'Albania, la Repubblica Democratica Tedesca (Germania Est) e più in generale tutti i paesi del Blocco orientale e del Patto di Varsavia.

## Le critiche a Stalin

### Le prime critiche

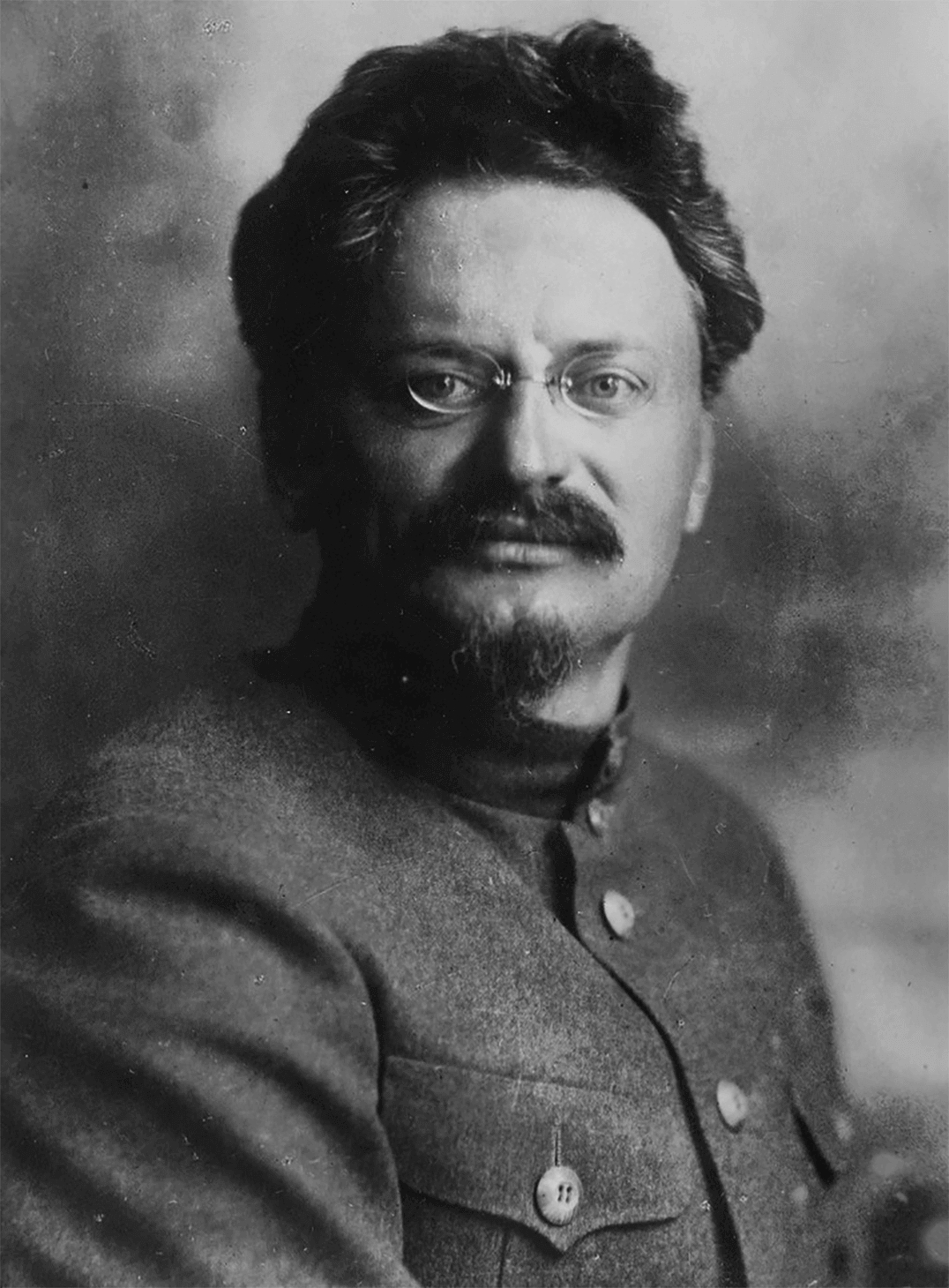
Lev Trockij

La prima figura politica ad essersi opposta a Stalin è stata Lev Trockij, candidato come segretario del PCUS insieme a Stalin dopo la morte di Lenin. Trockij riteneva che la politica di Stalin riguardo al socialismo in un solo paese fosse inefficace, e sosteneva che il socialismo poteva essere applicato solo a livello globale e internazionale (internazionalismo proletario). Trockij continuò ad opporsi a Stalin anche dopo la sua elezione a segretario del PCUS e alla conseguente fuga di Trockij in Messico, dove fondò la Quarta Internazionale in contrapposizione alla Terza. Trockij venne fatto uccidere da un sicario di Stalin il 20 agosto del 1940 con una piccozza, e morì in ospedale il giorno seguente.
Nonostante la maggior parte dei partiti comunisti del mondo fosse a favore di Stalin, tramite la quarta internazionale Trockij riuscì a creare un insieme di movimenti in tutto il mondo, che si riconoscevano negli ideali del trotskismo, dell'internazionalismo proletario, della rivoluzione permanente e dell'antistalinismo.
Trockij però non fu l'unico socialista celebre ad opporsi a Stalin durante il suo periodo da segretario generale; ad esempio molte figure socialiste libertarie e/o anarchiche come Sylvia Pankhurst ed Emma Goldman . Un'altra corrente fortemente antistalinista fu quella della sinistra comunista, capeggiata da Amadeo Bordiga.
Lenin stesso, prima della sua morte, riportò una certa preoccupazione riguardo a Stalin, come fece scrivere nel Testamento di Lenin.

### Le critiche dopo la sua morte

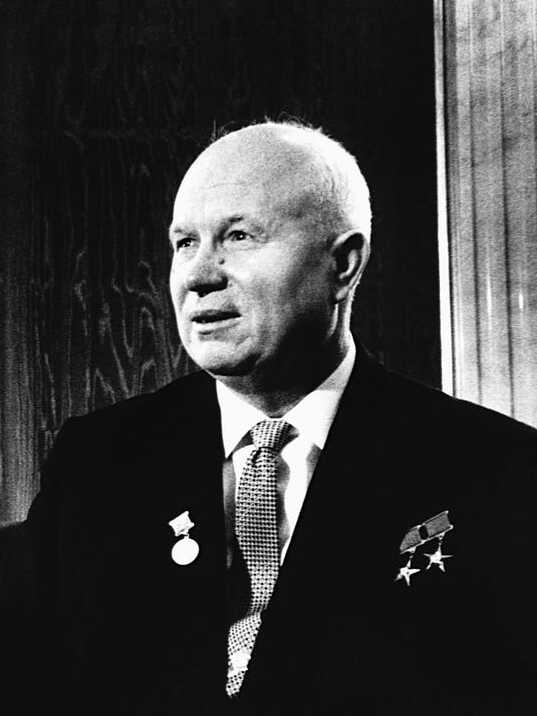
Nikita Sergeevič Chruščëv

Dopo la morte di Stalin, nel 1953, all'interno del Partito Comunista dell'Unione Sovietica si scatenò una contesa per ottenere il posto da segretario generale. Tra i principali contendenti c'era Nikita Sergeevič Chruščëv, che nonostante partì da sfavorito riuscì ad ottenere la carica. Chruscev iniziò quello che lui definì la destalinizzazione, un processo con lo scopo di abbattere il culto della personalità che si era creato attorno alla figura di Stalin durante il suo periodo da segretario generale; riguardo ad esso divenne celebre il discorso Sul culto della personalità e le sue conseguenze, un discorso fatto appunto da Chruščëv in cui condannava il culto della personalità di Stalin e i suoi modi repressivi, soprattutto riguardo alle grandi purghe.
Il discorso ebbe un grande impatto su tutta la comunità comunista mondiale; Enver Hoxha e Mao Zedong accusarono Chruščëv di essere un revisionista e di aver tradito i principi di Lenin e di Stalin, andando a causare la crisi sino-sovietica; In Italia, invece, il segretario del Partito Comunista Italiano Palmiro Togliatti inizialmente rimase fedele a Stalin, per poi però aderire al processo della destalinizzazione.

### Le critiche a Stalin nella storia recente

Enrico Berlinguer

Il 13 marzo 1972 venne eletto segretario del Partito Comunista Italiano Enrico Berlinguer. Berlinguer si differenziava da molti altri membri del partito per le sue idee non solo antistaliniste, ma anche antisovietiche, che lo portarono a ideare insieme al Partito Comunista Francese e al Partito Comunista di Spagna e in parte anche con il Partito Comunista di Gran Bretagna l'eurocomunismo, un ideale che rivisitava il comunismo in chiave più "democratica" e molto distante dall'Unione Sovietica al tempo guidata da Leonid Brežnev. Il Partito Comunista dell'Unione Sovietica non prese la decisione di buon grado, e si sospetta che sia il responsabile dell'incidente stradale che coinvolse Berlinguer e alcuni esponenti del Partito Comunista Bulgaro mentre era in visita nella Repubblica Popolare di Bulgaria nel 1973.

### L'antistalinismo oggi

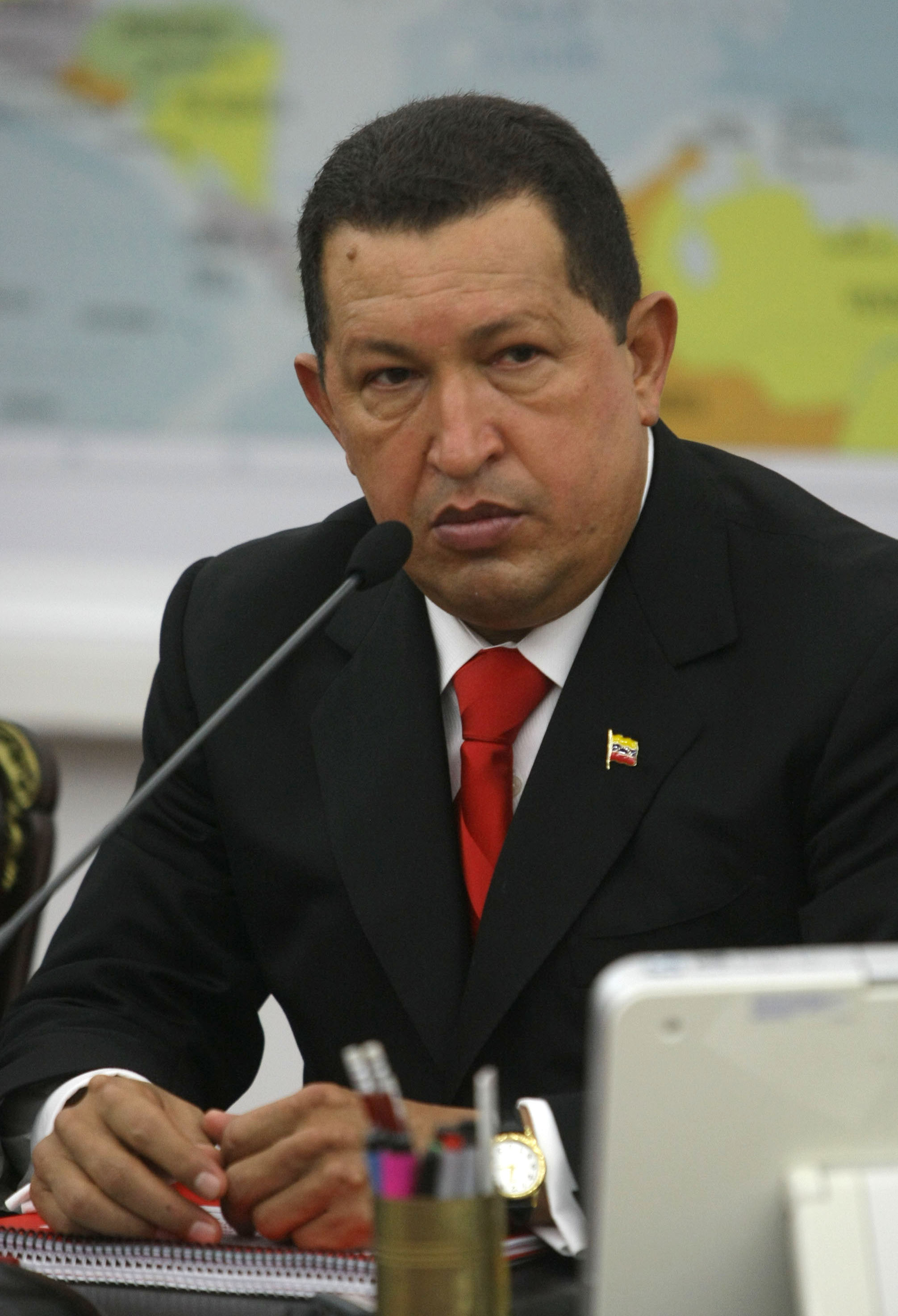
Hugo Chávez nel 2010

Ad oggi l'antistalinismo è parte integrante dell'ideologia del socialismo del XXI secolo. Il socialismo del XXI secolo è un'ideologia che cerca di rivisitare il socialismo in una chiave più "democratica", e per questo viene spesso associato al socialismo democratico. Il socialismo del XXI secolo ebbe molta fortuna nell'America Latina, anche grazie all'ex presidente del Venezuela Hugo Chávez che lo rese celebre in seguito al suo discorso al Forum sociale mondiale del 2005, usandolo per descrivere la sua politica. Spesso viene associato anche al chavismo.

### L'antistalinismo oggi in Italia
L'antistalinismo è oggi in Italia un'ideologia ancora applicata da vari partiti, tra i quali troviamo Lotta Comunista, il Partito Comunista Rivoluzionario e il Partito Comunista dei Lavoratori.